# Cobaea penduliflora
Cobaea penduliflora är en blågullsväxtart som först beskrevs av Karsten, och fick sitt nu gällande namn av William Jackson Hooker. Cobaea penduliflora ingår i släktet Cobaea, och familjen blågullsväxter. Inga underarter finns listade i Catalogue of Life.